# Королевский, Степан Мефодьевич
Степа́н Мефо́диевич Короле́вский (16 августа 1904, Катериновка — 1 ноября 1976, Харьков) — советский историк, педагог, доктор исторических наук (с 1969 года), профессор (с 1961 года), исследователь революционных событий на Украине в период 1917–1918 годов.

## Биография
Родился 3 (16 августа) 1904 года в селе Катериновка (ныне Петропавловского района Днепропетровской области) в крестьянской семье. В 1927 году окончил Харьковский институт народного образования. С 1928 года преподавал в высших учебных заведениях Харькова, в частности с 1933 по 1976 год — в Харьковском государственном университете имени А. М. Горького, где с 1945 года заведовал кафедрой истории СССР.
Член ВКП(б) с 1930 года. Участник Великой Отечественной войны.
Умер в Харькове 1 ноября 1976 года.

## Труды
Автор более 100 научных и научно-популярных работ, вышедших как отдельными изданиями, так и в виде статей в журналах, сборниках научных трудов общим объемом около 150 печатных листов. Кроме того, под его редакцией вышли монографии, учебные пособия, сборники статей, документов и материалов — общим объемом около 700 печатных листов.
Был членом редакционной коллегии и соавтором 5 тома «Истории Украинской ССР».

## Награды
Лауреат Государственной премии УССР в области науки и техники (1969; за двухтомный труд «Победа Великой Октябрьской социалистической революции на Украине»).
Награжден орденом Ленина, другими наградами.